# Bjurselet, Byske
Bjurselet är en bebyggelse i  Byske distrikt, Skellefteå kommun, Västerbottens län. Den ligger vid Byskeälvens norra strand, omkring 10 kilometer nordväst om Byske tätort. 
Platsen är känd för arkeologiska fynd från en stenåldersboplats från omkring år 2000–1700 f.Kr. Rika fynd av flinta, som inte finns naturligt i Västerbotten, och pollen från korn vittnar om invandring söderifrån och om tidig sädesodling.